# Anthurium cerrobaulense
Anthurium cerrobaulense är en kallaväxtart som beskrevs av Eizi Matuda. Anthurium cerrobaulense ingår i släktet Anthurium och familjen kallaväxter. Inga underarter finns listade.